# 安倍竜之介
安倍 竜之介（あべ りゅうのすけ、1996年1月15日 - ）は、岩手県盛岡市出身のハンドボール選手。日本ハンドボールリーグの大崎電気所属。
実姉はハンドボール選手の安倍千夏。

## 経歴
盛岡市立松園中学校時代は2009年に第18回JOCジュニアオリンピックカップで優秀選手に選出。
2010年は日本代表U-16に選出。同年の第19回JOCジュニアオリンピックカップではオリンピック有望選手に選ばれた。
中学卒業後は岩手県立不来方高等学校へ進学。2011年は2年連続で日本代表U-16に選出された。
2012年3月の全国高等学校ハンドボール選抜大会では北陸高等学校との決勝に進出したものの、1点差で敗退。同大会では優秀選手に選ばれた。9月には第5回男子ユースアジア選手権の日本代表U-19に選出。
2013年は高校選抜大会で不来方高校の初優勝に貢献し、最優秀選手に選出。8月には第5回男子ユース世界選手権の日本代表U-19に選ばれた。
高校卒業後は国士舘大学へ進学。2014年8月に第14回男子ジュニアアジア選手権の日本代表U-21に選出され、ベストセブン（RW）に選ばれた。9月には第6回男子ユースアジア選手権の日本代表U-19に選出。
2015年は第20回男子ジュニア世界選手権の日本代表U-21に選出された。
2016年は全日本学生ハンドボール選手権大会（インカレ）で優勝し、優秀選手賞を受賞。
2017年は6月に第5回東アジアU-22選手権の日本代表に選出。関東学生ハンドボール・秋季リーグでは49季ぶりの優勝に貢献し、最優秀選手賞を受賞。同年のインカレでは2連覇を達成し、2年連続で優秀選手賞を受賞した。
2018年に日本ハンドボールリーグの大崎電気へ加入。

## 詳細情報

### 年度別成績
| 年       | チーム   | 試合 | フィールド 得点 | 率   | 7m  | 合計 | 警告 | 退場 | 失格 |
| -------- | -------- | ---- | --------------- | ---- | --- | ---- | ---- | ---- | ---- |
| 2018-19  | 大崎電気 | 13   | 5/17            | .294 | 1/1 | 6/18 | 0    | 0    | 0    |
| JHL：1年 | JHL：1年 | 13   | 5/17            | .294 | 1/1 | 6/18 | 0    | 0    | 0    |

### 記録
- フィールドゴール初得点：2018年10月6日、対トヨタ自動車東日本戦（高松市香川総合体育館）[17]
- 7mスロー初得点：2018年11月3日、対トヨタ自動車東日本戦（富士見市立市民総合体育館）[18]

### 背番号
- 21 (2018年 - )

## 代表歴

### 日本代表U-22
- U-22東アジア選手権 (2017年)

### 日本代表U-21
- ジュニア世界選手権 (2015年)
- ジュニアアジア選手権 (2014年)

### 日本代表U-19
- ユース世界選手権 (2013年)
- ユースアジア選手権 (2012年・2014年)

### 日本代表U-16
- 日韓スポーツ交流 (2010年・2011年)